# Михалюк, Александра Тимофеевна
Александра Тимофеевна Михалюк (1916 — 1982) — работница сельского хозяйства, доярка и животновод, Герой Социалистического Труда (1971).

## Биография
Александра Михайлюк родилась 15 мая 1916 года в селе Большая Пятигорка Бердичевского уезда Киевской губернии (ныне Бердичевского района Житомирской области Украины) в крестьянской семье.
Трудовую деятельность начала в 16-летнем возрасте в местном колхозе «Маяк». Сначала была членом звена, потом стала звеньевой. В 1947 году перешла на молочнотоварную ферму, где ухаживала за тёлками белоголовой украинской породы. Вырастила около 50 коров и перешла в доярки.
Александра Тимофеевна первой начала использовать в своей работе доильные аппараты, надаивала по четыре тысячи килограммов молока от каждой коровы. В 1966 году это достижение было отмечено правительственной наградой — она была награждена орденом Трудового Красного Знамени. 
В 1970 году Михайлюк достигла пятитысячного надоя молока и стала первой в областном соревновании доярок. За производственные достижения на протяжении 1965−1970 годов 8 апреля 1971 года ей было присвоено звание Героя Социалистического Труда.
В 1971 году Александра Тимофеевна стала наставницей молодых доярок. Была членом КПСС, делегатом XXIV съезда Коммунистической партии Украины. Неоднократно избиралась депутатом районного совета.
Умерла 24 июля 1982 года. Похоронена в селе Большая Пятигорка на местном сельском кладбище.

## Память
В 1990 году на её могиле была установлена стела из мраморной крошки, в центре которой находится портрет и черная гранитная доска с мемориальной надписью.

## Награды
- Герой Социалистического Труда (1971).
- Награждена орденом Трудового Красного Знамени (1966) и орденом Октябрьской Революции.